# マリオン郡 (ウェストバージニア州)
マリオン郡（英: Marion County）は、アメリカ合衆国ウェストバージニア州の北部に位置する郡である。人口は5万6205人。郡庁所在地はフェアモントであり、同郡で人口最大の都市である。マリオン郡の郡名はアメリカ独立戦争時に「沼のキツネ」と呼ばれたフランシス・マリオン将軍に因んで名付けられた。

## 歴史
マリオン郡となった地域では、アデナ文化とそれに続くホープウェル文化が栄えていたが、18世紀後半にはほとんどインディアンが住まなくなっていた。オハイオバレーの大半と同様、ビーバー戦争（1670年-1700年）後期に、イロコイ族が住民を追い出していた。フレンチ・インディアン戦争の前には、モノンガヒラ川とその支流（ダンカード・クリークなど）沿いにヨーロッパ人の入植が試みられていたが、成功してはおらず、恒久的な開拓地が作られたのは1772年になってからだった。
マリオン郡は1842年1月14日、モノンガリア郡とハリソン郡の一部を合わせ、バージニア州議会の法によって設立された。郡名はアメリカ独立戦争時に「沼のキツネ」と呼ばれたフランシス・マリオン将軍に因んで名付けられた。

## 地理
アメリカ合衆国国勢調査局に拠れば、郡域全面積は311平方マイル (807 km2)であり、このうち陸地310平方マイル (802 km2)、水域は2平方マイル (5 km2)で水域率は0.58%である。

### 主要高規格道路
- 州間高速道路79号線
- アメリカ国道19号線
- アメリカ国道250号線
- ウェストバージニア州道218号線
- ウェストバージニア州道273号線
- ウェストバージニア州道310号線

### 隣接する郡
- モノンガリア郡 - 北
- テイラー郡 - 南東
- ハリソン郡 - 南
- ウェッツェル郡 - 西

## 人口動態
以下は[2000年国勢調査による人口統計データである。
| 基礎データ - 人口: 56,598人 - 世帯数: 23,652世帯 - 家族数: 15,515家族 - 人口密度: 71人/km2（183人/mi2） - 住居数: 26,660軒 - 住居密度: 33軒/km2（86軒/mi2） 人種別人口構成 - 白人: 95.10% - アフリカン・アメリカン: 3.22% - ネイティブ・アメリカン: 0.20% - アジア人: 0.41% - 太平洋諸島系: 0.01% - その他の人種: 0.13% - 混血: 0.93% - ヒスパニック・ラテン系: 0.70% 年齢別人口構成 - 18歳未満: 20.6% - 18-24歳: 10.5% - 25-44歳: 26.4% - 45-64歳: 24.7% - 65歳以上: 17.8% - 年齢の中央値: 40歳 - 性比（女性100人あたり男性の人口） - 総人口: 90.6 - 18歳以上: 87.3 | 世帯と家族（対世帯数） - 18歳未満の子供がいる: 26.0% - 結婚・同居している夫婦: 51.4% - 未婚・離婚・死別女性が世帯主: 10.7% - 非家族世帯: 34.4% - 単身世帯: 28.9% - 65歳以上の老人1人暮らし: 13.9% - 平均構成人数 - 世帯: 2.34人 - 家族: 2.88人 収入と家計 - 収入の中央値 - 世帯: 28,626米ドル - 家族: 37,182米ドル - 性別 - 男性: 29,005米ドル - 女性: 21,100米ドル - 人口1人あたり収入: 16,246米ドル - 貧困線以下 - 対人口: 16.3% - 対家族数: 11.7% - 18歳未満: 21.3% - 65歳以上: 8.7% |

## 都市と町

### 都市
- フェアモント - 郡庁所在地
- マニントン
- プレザントバレー

### 町
| - フェアビュー - バラックビル - ファーミントン - グラントタウン | - モノンガー - リブズビル - ホワイトホール - ウォージントン |

次のリストは郡内の未編入町であるが、これで全てではない。

### 未編入の町
| - ブーツビル - バクスター - ビバリーヒルズ - ビッグラン - グレイズフラット | - ヘブロン - パイングローブ - ストリングタウン |

## 著名な出身者
- フランク・エベレスト、アメリカ空軍パイロット、最高速度の記録者
- ジョー・マンチン、ウェストバージニア州知事、同州選出アメリカ合衆国上院議員
- フランシス・ピアポント、ウェストバージニア州の父
- メアリー・ルー・レットン、体操競技選手、ロサンゼルスオリンピックで金メダリスト
- ニック・セイバン、アラバマ大学アメリカンフットボール監督

## 大衆文化の中で
SF小説『1632年シリーズ』で、架空の町グラントビル（郡内のマニントンがモデル）とその周辺はマリオン郡であり、地球外生物が時間を操作して17世紀のチューリンゲンに飛ぶ。